# Urophora agromyzella
Urophora agromyzella är en tvåvingeart som beskrevs av Mario Bezzi 1924. Urophora agromyzella ingår i släktet Urophora och familjen borrflugor. Inga underarter finns listade i Catalogue of Life.